# Université de Tissemsilt
L'Université de Tissemsilt (en arabe : جامعة تيسمسيلت) est une université algérienne située dans la wilaya de Tissemsilt. Elle porte souvent le nom honorifique Université Ahmed Ben Yahia Al Wancharissi (جامعة أحمد بن يحي الونشريسي).

## Création et évolution
L'Université de Tissemsilt a débuté comme une annexe de l'Université de Tiaret par l'arrêté interministériel du 1er août 2005 portant création d'une annexe universitaire à la ville de Tissemsilt, qui était rattachée pédagogiquement à la faculté des sciences humaines et sciences sociales de l'université de Tiaret.
Le Centre universitaire de Tissemsilt a été créé en 2008 par le décret exécutif n° 08-203 du 9 juillet 2008 portant création d'un centre universitaire à Tissemsilt. Quatre instituts composaient le Centre :
- L'institut des sciences et de la technologie;
- L'institut des sciences économiques, commerciales et des sciences de gestion;
- L'institut des sciences juridiques et administratives;
- L'institut des lettres et des langues;
- L'institut des sciences et techniques des activités physiques et sportives (à partir de 2012)[3].

L'Université de Tissesmilt a été créée en 2020 par le décret exécutif n° 20-337 du 22 novembre 2020 portant création de l’université de Tissemsilt.

## Organisation
L’Université de Tissemsilt compte quatre facultés et deux instituts :
- Faculté des sciences et de la technologie ;
- Faculté de droit ;
- Faculté des sciences économiques, commerciales et des sciences de gestion ;
- Faculté des lettres et des langues ;
- Institut des sciences et techniques des activités physiques et sportives.
- Institut des sciences de la nature et de la vie

## Statistiques
Pour l'année 2020-2021, le nombre d'étudiants a atteint 8100, dont 5.433 étudiants en licence et 2.360 en master, encadrés par 324 dont 39 professeurs. En plus de 307 doctorants répartis sur 42 spécialités et huit laboratoires de recherche.